# Tebanga (Maiana)
Tebanga (auch: Tebwanga) ist ein Ort im Nordosten des Maiana-Atolls in den zum Inselstaat Kiribati gehörenden Gilbertinseln im Pazifischen Ozean mit einer Landfläche von 0,49 km². 2020 hatte der Ort 255 Einwohner.

## Geographie
Tebanga liegt im Nordosten des Haupt-Motus von Maiana zwischen den Orten Temwangaua im Südosten und Aobike im Nordwesten.

## Klima
Das Klima ist tropisch heiß, wird jedoch von ständig wehenden Winden gemäßigt. Ebenso wie die anderen Orte des Maiana-Atolls wird Tebanga gelegentlich von Zyklonen heimgesucht.